# Юрково (Одесская область)
Юрково (укр. Юркове) — село, относится к Березовскому району Одесской области Украины.
Население по переписи 2001 года составляло 163 человека. Почтовый индекс — 67311. Телефонный код — 4856. Занимает площадь 2,016 км². Код КОАТУУ — 5121285705.

## Местный совет
67311, Одесская обл., Березовский р-н, с. Червоновладимировка, ул. Шевченко, 32а